# Mackemer Point
Der Mackemer Point ist die nordwestliche Landspitze von Peterson Island im Archipel der Windmill-Inseln vor der Budd-Küste des ostantarktischen Wilkeslands. 
Luftaufnahmen der US-amerikanischen Operation Highjump (1946–1947) und Operation Windmill (1947–1948) dienten der Kartierung. Das Advisory Committee on Antarctic Names benannte die Landspitze 1963 nach Frederick Walter Mackemer (1936–1986), Aeorograph der United States Navy auf der Wilkes-Station im Jahr 1958.